# 异叶石龙尾
异叶石龙尾（学名：Limnophila heterophylla）为玄参科石龙尾属下的一个种，本種最大的特點就是沉水葉和挺水葉截然不同。

## 網路來源
1. ↑  陳詩璧、沈君帆、梁建裕. . ETtoday新聞雲. 2022-09-15  [2023-06-13]. （原始内容存档于2023-06-14）.
2. ↑  . 辜嚴倬雲植物保種中心.   [2023-06-13]. （原始内容存档于2023-06-14）.

## 扩展阅读
- 維基物種上的相關：异叶石龙尾